# 马来西亚高级宗教文凭
马来西亚高级宗教文凭（缩写STAM）是指经过由马来西亚回教发展局和马来西亚考试局组织的高级宗教文凭资格认证考试后而获得的文凭。该考试旨在为爱资哈尔大学及同一级别的宗教类大学输送宗教人才。一般来说，这项考试是在马来西亚教育文凭考试后或中六期间进行的。

## 历史
该文凭考试由马来西亚教育部与爱资哈尔大学于2000年合作推出，旨在协调和取代以前存在的一些私人考试，如高级学院文凭（Sijil Tinggi Kolej）和高级宗教文凭（Sijil Tinggi Ugama）。